# 前日比

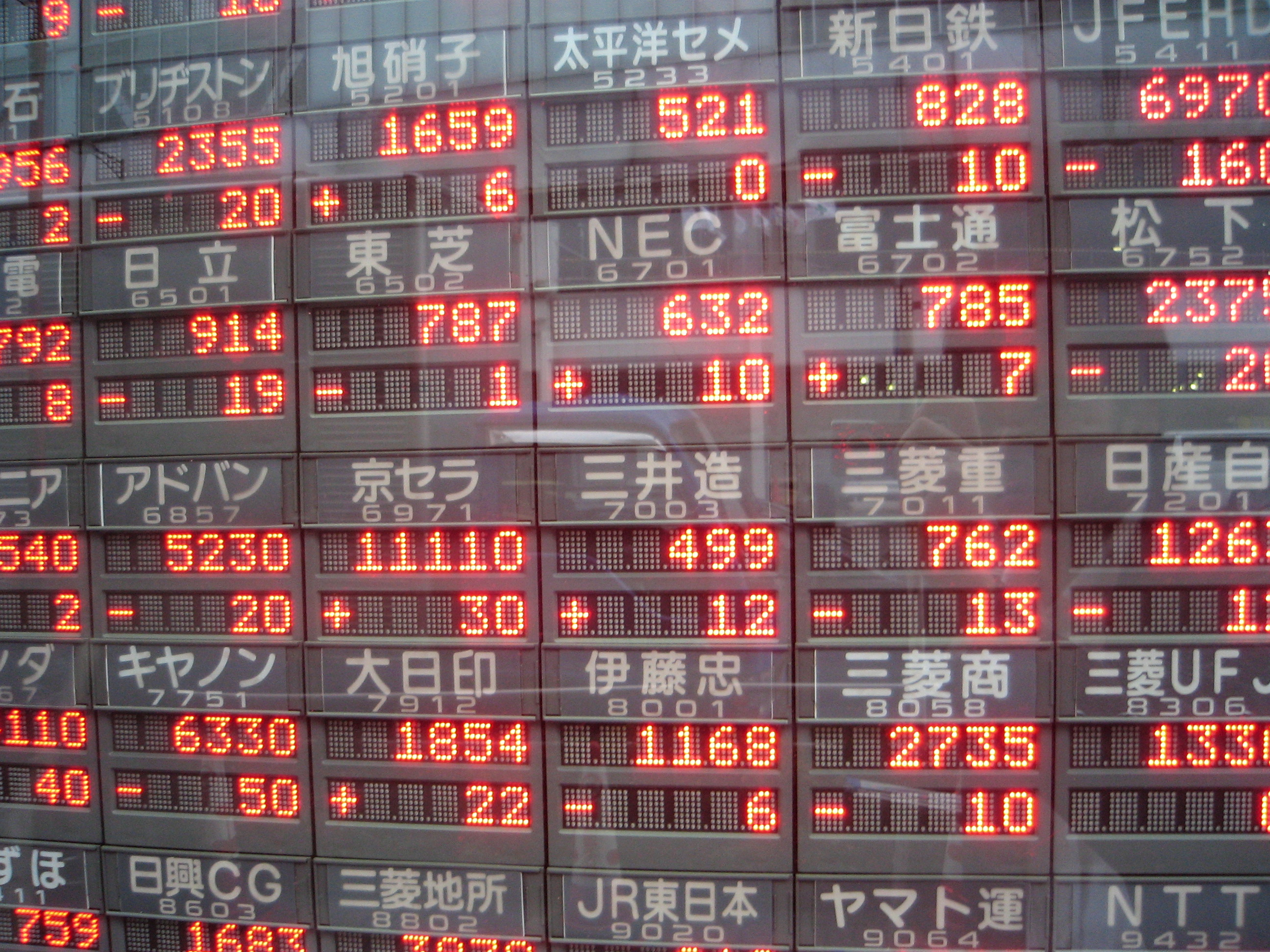
株価ボードにおける表示例（八重洲、2007年）

前日比（ぜんじつひ）とは、ある時点の株価とその前日の終値との差額を比較した値を表す相場用語。土曜日・日曜日や祝日などの休場日を挟む場合は、直近の立会が行われた日の終値を比較の対象とする。

## 用例
以下のリストは矢印を挟んで左側が前日の終値、右側が当日のある時点の株価、鉤括弧内の太字が前日比である。「株式市況」（NHKラジオ第2放送、営業日の17:00～18:00）など実際の報道では、銘柄、株価に続けて前日比を読み上げる。
- 前日500円→当日505円　「505円、5円高」
- 前日500円→当日495円　「495円、5円安」
- 前日500円→当日500円　「500円、変わらず」
- 前日500円→当日売買不成立　「出来ず」
- 前日売買不成立→当日500円　「500円、比較なし」